# Краснокамський район
Краснока́мський район (рос. Краснокамский район, башк. Краснокама районы) — адміністративна одиниця (муніципальний район) Республіки Башкортостан Російської Федерації.
Адміністративний центр — село Ніколо-Березовка.

## Населення
Населення району становить 26554 особи (2019, 27986 у 2010, 27552 у 2002).

## Адміністративно-територіальний поділ
На території району утворено 14 сільських поселень, які називаються сільськими радами:
| Поселення                        | Площа, км² | Населення, осіб (2002) | Населення, осіб (2010) | Населення, осіб (2019) | Центр            | Населені пункти |
| -------------------------------- | ---------- | ---------------------- | ---------------------- | ---------------------- | ---------------- | --------------- |
| Арланівська сільська рада        | 102,63     | 1320                   | 1411                   | 1350                   | Арлан            | 6               |
| Карієвська сільська рада         | 164,17     | 907                    | 902                    | 1046                   | Карієво          | 4               |
| Куяновська сільська рада         | 18,67      | 5273                   | 5144                   | 4681                   | Куяново          | 6               |
| Музяківська сільська рада        | 124,11     | 1154                   | 1328                   | 1161                   | Музяк            | 7               |
| Ніколо-Березовська сільська рада | 130,10     | 5981                   | 6099                   | 6089                   | Ніколо-Березовка | 1               |
| Нікольська сільська рада         | 53,60      | 763                    | 912                    | 1116                   | Нікольське       | 5               |
| Новобуринська сільська рада      | 121,26     | 2461                   | 2438                   | 2146                   | Нова Бура        | 7               |
| Новокабановська сільська рада    | 139,89     | 1103                   | 1164                   | 1160                   | Новокабаново     | 2               |
| Новокаїнликівська сільська рада  | 121,60     | 1544                   | 1545                   | 1394                   | Новий Каїнлик    | 8               |
| Новонагаєвська сільська рада     | 58,12      | 1188                   | 1164                   | 1022                   | Новонагаєво      | 2               |
| Новоянзігітівська сільська рада  | 209,39     | 2003                   | 1743                   | 1509                   | Новий Янзігіт    | 6               |
| Роздольєвська сільська рада      | 49,62      | 1047                   | 1371                   | 1451                   | Роздольє         | 4               |
| Саузбашівська сільська рада      | 155,88     | 1033                   | 1007                   | 869                    | Саузбаш          | 3               |
| Шушнурська сільська рада         | 145,88     | 1775                   | 1758                   | 1560                   | Шушнур           | 7               |

## Найбільші населені пункти
| №  | Населений пункт  | Населення, осіб (2002) | Населення, осіб (2010) |
| -- | ---------------- | ---------------------- | ---------------------- |
| 1  | Ніколо-Березовка | 5 981                  | 6 099                  |
| 2  | Куяново          | 3 888                  | 3 664                  |
| 3  | Новонагаєво      | 1 094                  | 1 093                  |
| 4  | Роздольє         | 786                    | 1 084                  |
| 5  | Новокабаново     | 819                    | 926                    |
| 6  | Редькино         | 821                    | 898                    |
| 7  | Арлан            | 734                    | 755                    |
| 8  | Новий Актанишбаш | 703                    | 735                    |
| 9  | Новий Каїнлик    | 576                    | 615                    |
| 10 | Нова Бура        | 610                    | 593                    |